# Surface effective
 (février 2023).
Si vous disposez d'ouvrages ou d'articles de référence ou si vous connaissez des sites web de qualité traitant du thème abordé ici, merci de compléter l'article en donnant les références utiles à sa vérifiabilité et en les liant à la section « Notes et références ».
En physique des particules, la surface effective est une grandeur décrivant l'efficacité d'un détecteur. Elle correspond à la surface que posséderait un détecteur parfait, c'est-à-dire détectant les particules avec une efficacité de 100 %, qui détecterait autant de particules que le détecteur en question. On parle également parfois de volume effectif.
La surface effective permet, à partir d'un flux donné, de déterminer le nombre de particules qui seront réellement détectées.